# 消えたスクールバス
『消えたスクールバス 園児集団蒸発「それは夏祭りから始まった」』（きえたスクールバス えんじしゅうだんじょうはつ それはなつまつりからはじまった）は1982年7月24日にTBS系列『ザ・サスペンス』で放送された大映テレビ制作の2時間サスペンスドラマである。榊原郁恵の2時間ドラマ初主演作。

## ストーリー
幼稚園の通園バスが運転手ごと乗っ取られ、園児10人が誘拐される事件が起きる。犯人からは園児人につき1千万円の身代金が要求された。保母の里江子は警察への通報を主張するが、園児の保護者から反発され、園内に幽閉される。保護者たちは身代金の支払に応じるべく金策に動く一方、里江子は恋人の田代刑事を通じて状況を伝えようとする。

## 出演者
- 芦川里江子 - 榊原郁恵
- 田代正平刑事 - 赤塚真人
- 藤瀬課長 - 神山繁
- 寺沢圭子 - 香野百合子
- 松宮理事長 - 福田豊土
- 小林昭二
- 高林由紀子
- 真山知子
- 角野卓造
- 林ゆたか
- 丸岡奨詞
- 青木和代
- 小林勝也
- 立石涼子
- 梅沢昌代
- 大原真理子
- 村田知嘉子

他

## スタッフ
- 脚本：今井詔二
- プロデューサー：春日千春（大映テレビ）、樋口佑三(TBS)
- 監督：井上芳夫